# San Juan (Tibás)
San Juan es el primer distrito y ciudad cabecera del cantón de Tibás, en la provincia de San José, de Costa Rica.
Es una de las ciudades más importantes del Gran Área Metropolitana de Costa Rica.

## Toponimia
El nombre del distrito proviene en honor a San Juan el Bautista, patrono del distrito de San Juan y de la Iglesia de San Juan Bautista, localizada en el centro del distrito.

## Historia
Surgió como población a principios del siglo XIX, con el nombre de barrio del Murciélago, debido a que se encontraba en una planicie conocida como llano del Murciélago. 
En 1835, la Asamblea Legislativa de Costa Rica emitió una ley que declaró al Murciélago como capital de Costa Rica, pero mientras se construían allí los edificios necesarios, la vecina ciudad de Heredia fue designada como capital temporal. Esa ley fue derogada en 1838, antes de que se hubiesen iniciado las construcciones. Sin embargo, la población prosperó debido al cultivo del café y a su localización estratégica entre San José y Heredia. La denominación de barrio del Murciélago fue gradualmente sustituida por la de San Juan.
En la administración de Alfredo González Flores, el 27 de julio de 1914, mediante la ley n.º 42, se funda el Cantón de Tibás.
San Juan es uno de los dos distritos originales del cantón, del distrito de San Juan se segregaría el distrito de Anselmo Llorente en 1953.

## Ubicación
Se ubica en el centro del cantón, limita al norte con el cantón de Santo Domingo, al oeste con el distrito de Colima, al sur con el distrito de Cinco Esquinas, al este con el distrito de Anselmo Llorente y al noreste con el cantón de Moravia.

## Geografía
San Juan cuenta con un área de 3,51 km² y una altitud media de 1162 m s. n. m.

## Demografía
Para el año 2022, San Juan cuenta con una población estimada de 25 978 habitantes, y para el último censo efectuado, en 2011, San Juan contaba con una población de 21 745 habitantes.

## Localidades
- Barrios: Acacias, Alamedas, Arboleda, Asturias, Beneficio Libertad, Estudiantes, Florida, González Truque (comparte con Colima), Jardines de La Trinidad, Jesús Jiménez Zamora, Lindavista, Nuevo (comparte con Anselmo Llorente), Parques del Norte, Rosas, San Jerónimo, San Juan (centro), Santa Eduviges, Valle, Versalles, Villafranca, Virginia.[8]

## Cultura

### Educación
Ubicadas propiamente en el distrito de San Juan se encuentran los siguientes centros educativos:
- Escuela Líder Jesús Jiménez Zamora
- Unidad Pedagógica José Rafael Araya Rojas
- Escuela Miguel Obregón Lizano
- Escuela Nuevos Horizontes Escolares
- Liceo Mauro Fernández Acuña
- Colegio Nocturno Braulio Carrillo
- Colegio Virtual Marco Tulio
- Monte Verde School
- Saint Gabriel School
- Valley Forge High School
- Saint Jhon Batpist

### Personajes
- Juan Bautista Quirós Segura (1853-1934): Empresario y militar. Fue el 22.° presidente de la República entre el 12 de agosto y el 2 de septiembre de 1919.
- Percy Rodríguez Argüello (1972-): Escritor, político, historiador, analista internacional y diplomático. Fue el primer alcalde de Tibás electo democráticamente en diciembre de 2002, para el período comprendido entre febrero de 2003 y febrero de 2007.[9][10]

### Sitios de interés
- Estadio Municipal  "El Sanjuaneño"
- Estadio Ricardo Saprissa Aymá
- Municipalidad de Tibás
- Parque de la Democracia (parque central)
- Parroquia San Juan Bautista

## Transporte

### Carreteras
Al distrito lo atraviesan las siguientes rutas nacionales de carretera:
- Ruta nacional 5
- Ruta nacional 32
- Ruta nacional 101
- Ruta nacional 102
- Ruta nacional 117

### Ferrocarril
El Tren Interurbano administrado por el Instituto Costarricense de Ferrocarriles, no atraviesa este distrito.

## Concejo de distrito
El Concejo de distrito de San Juan vigila la actividad municipal y colabora con los respectivos distritos de su cantón. También está llamado a canalizar las necesidades y los intereses del distrito, por medio de la presentación de proyectos específicos ante el Concejo Municipal. La presidenta del concejo del distrito es la síndica propietaria del partido Liberación Nacional, Cynthia Benavides Rodríguez.
El concejo del distrito se integra por: